# 395
395 (CCCXCV) var ett normalår som började en måndag i den julianska kalendern.

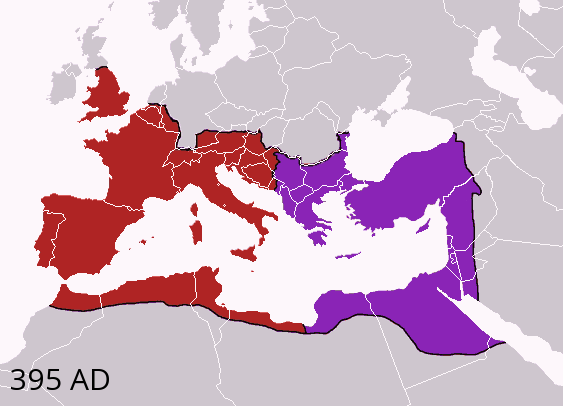
Delningen av Romerska riket år 395.

## Händelser

### Januari
- 17 januari – Efter kejsar Theodosius I död delas Romarriket återigen i en västlig och en östlig halva [1], denna gång permanent. Östra delen får sitt centrum kring Konstantinopel under Arcadius, son till Theodosius I, och den västra delen får sitt centrum kring Rom under Honorius, Arcadius bror. Libanon inordnas under den östra delen.

### Okänt datum
- Arcadius gifter sig med Aelia Eudocia, dotter till den frankiske generalen Flavius Bauto.
- Den visigotiske Alarik I, general över foederati, avsäger sig romerskt medborgarskap och utropas till kung, samt går i krig mot båda rikshalvorna och gör därmed slut på en sextonårig period av fred mellan romarna och visigoterna.
- Visigoterna, ledda av Alarik, invaderar och ödelägger Thrakien och Macedonia, brandskattar Aten och vänder sedan västerut.
- Ambrosius Theodosius Macrobius publicerar sitt verk Saturnalia (möjligen detta år).
- Augustinus blir biskop av Hippo. Hans uppdrag är att återförena den katolska kyrkan i Afrika med särskilt fokus på donatiströrelsen, ledd av Primianus.
- Den siste satrapen, Rudrasimha III, besegras av Guptariket.

## Födda
- Chlodio, kung över de saliska frankerna från 426 till slutet av 440-talet (född detta år eller 392)

## Avlidna
- 17 januari – Theodosius I, romersk kejsare 379–395
- Decimus Magnus Ausonius, gallisk-romersk poet och retoriker
- Ammianus Marcellinus, romersk historiker

### Fotnoter
1. ↑  World Statesmen (läst 6 april 2011)